# Palānswa
Palānswa är en ort i Indien.   Den ligger i distriktet Kachchh och delstaten Gujarat, i den västra delen av landet, 900 km sydväst om huvudstaden New Delhi. Palānswa ligger 29 meter över havet och antalet invånare är 10 000.
Terrängen runt Palānswa är platt. Runt Palānswa är det ganska tätbefolkat, med 60 invånare per kvadratkilometer. Det finns inga andra samhällen i närheten. Trakten runt Palānswa består till största delen av jordbruksmark.